# Sobolooch-Majan
Der Sobolooch-Majan (russisch Соболоох-Майан, auch Соболох-Маян, Soboloch-Majan; jakutisch Соболоох Майаан, Sobolooch Majaan; im Oberlauf Sobopol, russisch Собопол) ist ein 411 km langer rechter Nebenfluss der Lena in der Republik Sacha (Jakutien) in Russland.
Der Fluss entspringt unter dem Namen Sobopol gut 200 km westlich von Werchojansk inmitten des Werchojansker Gebirges, das dort Hochgebirgscharakter trägt und Höhen um 2400 m erreicht. Die Quelle liegt gut 15 km südöstlich eines 2409 m hohen namenlosen Gipfels im Orulgan-Kamm, des höchsten Punktes im Nordteil des Gebirges. Er fließt zunächst in einem engen Tal etwa 70 km in südsüdwestlichen bis südsüdöstlichen Richtungen, wendet sich dann nach Westen. Bald wird das Tal weiter; ab dort trägt der Fluss den Namen Sobolooch-Majan. Er verlässt das Gebirge und behält, zunehmend in weiten Bögen mäandrierend, die insgesamt westliche Fließrichtung bei, bis er schließlich oberhalb des Dorfes Kystatyam in die Lena mündet, gut 50 km unterhalb von Schigansk und über 600 km Luftlinie nordnordwestlich der Republikhauptstadt Jakutsk.
Das Einzugsgebiet des Flusses umfasst 13.300 km². Die bedeutendsten Nebenflüsse sind Mjatschen (auch Meegen, Länge mit Quellfluss Ottuktach 79 km) von links sowie Kuolanda (78 km) und Nimingde (mit Quellfluss Sudjandalchan 254 km) von rechts.
Der Abfluss bei der Wetterstation Sobopol, 240 km oberhalb der Mündung beträgt im Jahresmittel 82,38 m³/s, bei einem maximalen monatlichen Mittel von 313 m³/s im Juli und einem minimalen monatlichen Mittel von 2,94 m³/s im März. Von Oktober bis Mai friert der Fluss zu.
Der Sobolooch-Majan durchfließt ein sehr dünn besiedeltes Gebiet. Am Fluss gibt es keine Ortschaften.